# 静岡県道296号熊小松天竜川停車場線

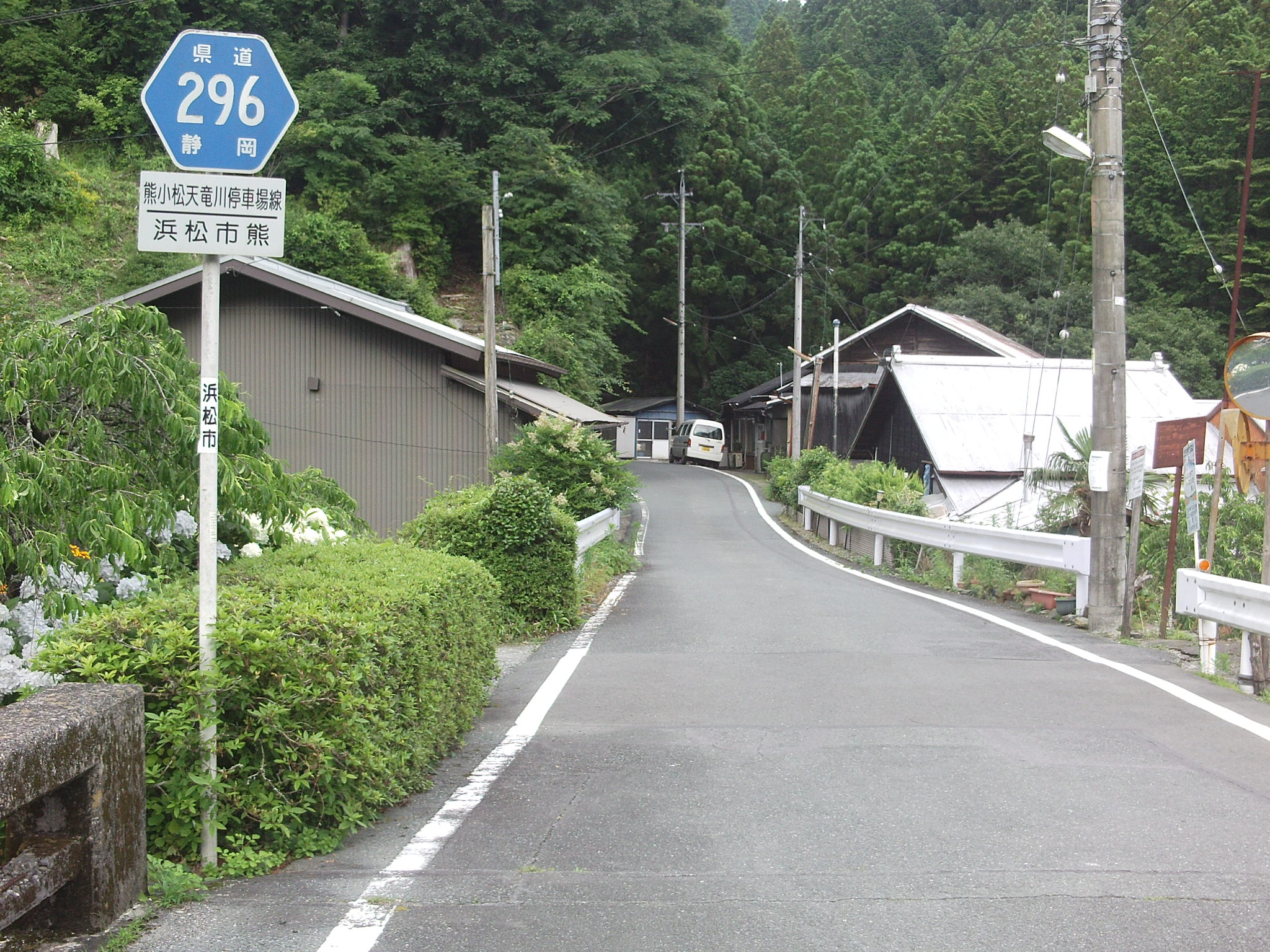
熊の起点付近。

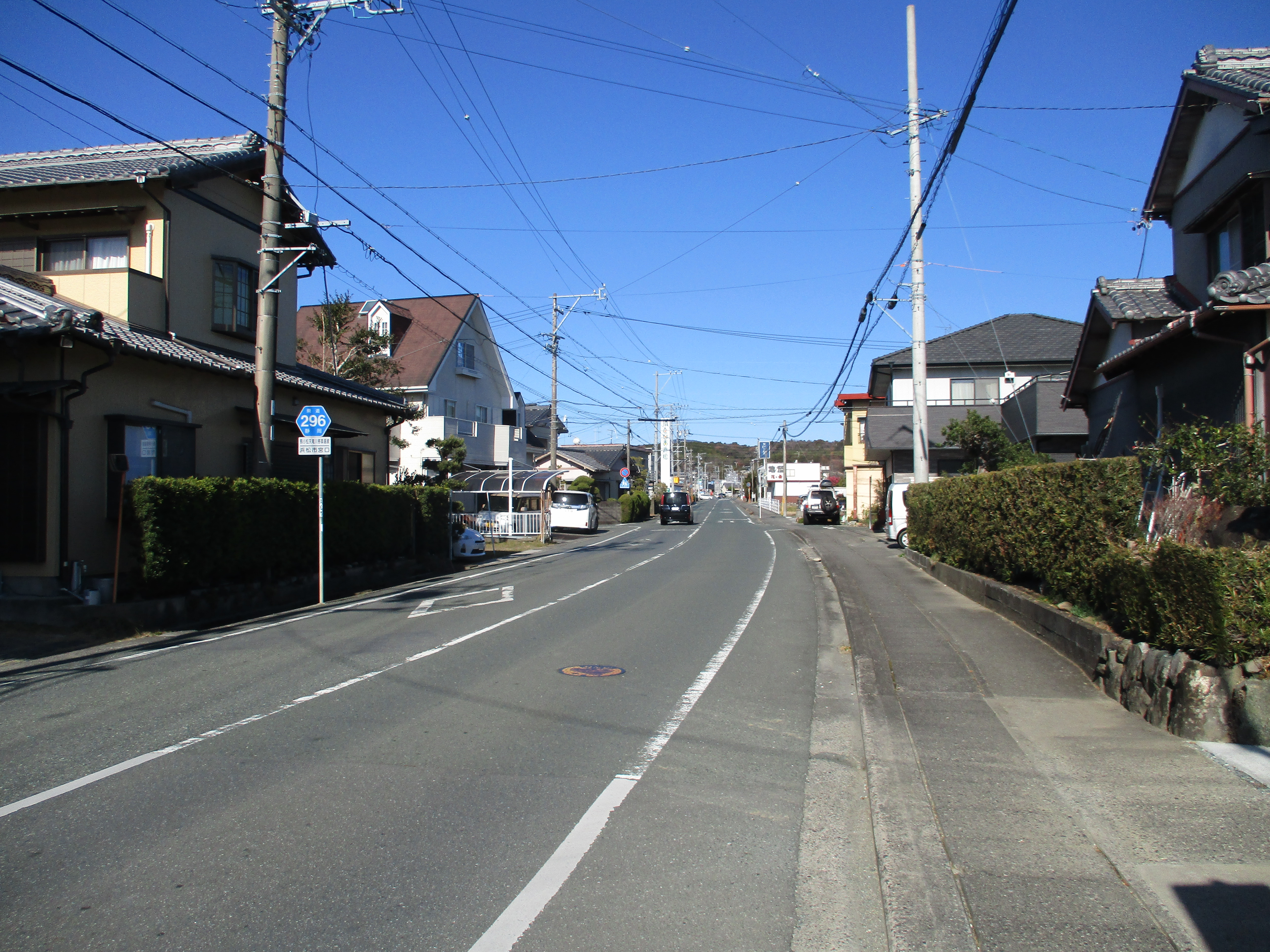
浜名区宮口。2024年1月。

静岡県道296号熊小松天竜川停車場線（しずおかけんどう296ごう くまこまつてんりゅうがわていしゃじょうせん）は、静岡県浜松市天竜区、浜名区、中央区を通る一般県道である。

## 概要

### 路線データ
- 陸上距離：35.0km
- 起点：静岡県浜松市天竜区熊（静岡県道9号交点）
- 終点：静岡県浜松市中央区天龍川町（JR東海道本線 天竜川停車場）

## 重複区間
- 静岡県道9号天竜東栄線（浜松市天竜区西藤平 - 浜松市天竜区石神）
- 静岡県道68号浜北三ヶ日線（浜松市浜名区宮口・麁玉中前交差点 - 浜松市浜名区宮口・麁玉小南）
- 静岡県道391号細江浜北線（浜松市浜名区小松・小松東町交差点 - 浜松市浜名区小松・小松八幡交差点）
- 静岡県道261号磐田細江線（浜松市中央区市野町）

## この県道の特徴
浜松市中央区と浜名区の一部区間は、国道152号線から路線変更されている。本線が、西へ約数キロ先のバイパスに路線変更されたため。
浜松市中央区積志町にある踏切は一旦停止のスペースがない上に道幅も狭い為、左折禁止で北側からの進入ができない。しかし迂回路は数十m先に存在するため、大きく逸れる事無くすぐに本線へ復帰する事は可能。
熊 - 宮口間は静岡県道9号天竜東栄線の重複区間を除き、狭路や急カーブが多い。小松地内も商店街を通過する区間は狭路である。

## 通過する自治体
- 静岡県
  - 浜松市（天竜区 - 浜名区 - 中央区）

## 主な接続路線
- 静岡県道9号天竜東栄線
- 静岡県道68号浜北三ヶ日線
- 国道362号
- 国道152号
- 静岡県道391号細江浜北線
- 静岡県道311号小松笠井線
- 静岡県道65号浜松環状線
- 静岡県道261号磐田細江線
- 静岡県道45号天竜浜松線
- 静岡県道312号中野子安線

## その他
起点の浜松市天竜区「熊」という地名は、地元では慣例として「くんま」と読まれるが公式には「くま」であり、県道名の読み方も後者に従う。

## 別名
- 二俣街道（浜松市）
- 橋羽往還（浜松市）